# Dům U Zlaté koruny (Kadaň)
Dům U Zlaté koruny (čp. 72) je původně gotický měšťanský právovárečný dům na Mírovém náměstí (dříve Tržní) na Starém Městě v Kadani.

## Dějiny domu a jeho majitelé
Nárožní gotický dům U Zlaté koruny stojící na hlavním náměstí v Kadani vznikl již někdy na přelomu 13. a 14. století. Dům se nachází na rohu ulice Boženy Němcové (dříve Klášterní ulice) vedoucí k bývalému minoritskému klášteru sv. Michaela. V městských knihách je dům U Zlaté koruny poprvé zmiňován jako dům právovárečný roku 1574. Jeho majitelem byl tehdy měšťan Paul Florin z Lambsteinu (†1611). Po jeho smrti dům zdědil jeho syn Kaspar Florin a následně jeho vnučky Katharina a Rebeca.
V roce 1631 dům vyhořel při velkém požáru města. Roku 1634 je jako jeho nový majitel uváděn Georg Franz Klippel a podle berní ruly z roku 1654 pak řezník Christoph Stirb, zřejmě manžel Kathariny Florinové. Jeho dalším držitelem byl obecní starší Tobias Lihl, který dům roku 1697 prodal Christianu Meltzerovi. Bylo to v době, kdy byla poprvé v domě zmíněna sladovna. Dům byl velmi poškozen požárem dne 16. března 1750, při němž vyhořelo šest měšťanských domů a minoritský klášter. V té době v domě kromě malého pivovaru fungovala i vinopalna. Roku 1771 koupil dům kadaňský syndik a prokurátor Johann Matthias Kintzl, který však krátce nato zemřel. Až do roku 1792 jej pak vlastnila vdova Johanna Wagnerová, která též organizovala jeho rekonstrukci po požáru z roku 1786. Po její smrti dům i s hostincem zdědily její děti, syn Theonest Kintzl a dcery Scholastika a Hermenegilda, v té době byl dům poprvé uváděn pod názvem U Zlaté koruny. Název se udržel po celé 19. století, kdy byl dům ve vlastnictví měšťanských rodin Hudlových, Horschitzových a Griesselových. V letech 1928 až 1939 patřil dům manželům Albertu a Anně Muserovým, a poté až do roku 1945 Antonu Knöshovi. Později se přesunul název hostince, „Koruna“, na sousední dům čp. 73, ale název U Zlaté koruny zůstal domu původnímu.

## Domovní znamení

domovní znamení

Zlatá koruna je symbolem pozemské i božské svrchovanosti. Název domu U Zlaté koruny pochází až z konce 18. století, ale může odkazovat na důležitá církevně-politická jednání v Kadani roku 1534 (Kadaňský náboženský mír). Těch se zúčastnil i římský a český král Ferdinand Habsburský. Stávající domovní znamení nechala na dům v roce 2002 umístit rodina Holkových, která nyní dům vlastní, a která jej nechala též zrekonstruovat. Autorem domovního znamení je Herbert Kisza, kadaňský sochař, grafik a malíř.

## Zajímavost
Podle pověsti má pojmenování domu U Zlaté koruny připomínat návštěvu římského a českého krále Ferdinanda I. Habsburského, který v roce 1534 jednal v Kadani s říšskými knížaty o náboženském míru mezi katolíky a luterány. V domě U Zlaté koruny měl bydlet věhlasný královský diplomat Siegmund von Herberstein, kterého v domě král Ferdinand jako svého rádce během jednání každý večer navštěvoval. V interiéru domu se zachovala renesanční malba říšské orlice z doby kolem roku 1550, která údajně na jednání o tzv. Kadaňském míru upomíná.